# Tjurhuvudhajar
Tjurhuvudhajar (Heterodontiformes) är en ordning hajar. Fossil från början av mesozoikum har påträffats, numera omfattar de en familj, tjurhuvudhajar (Heterodontidae), fördelad på nio beskrivna arter i ett släkte, Heterodontus. De lever i tempererade till tropiska vatten i Stilla havet och Indiska oceanen.

## Utseende

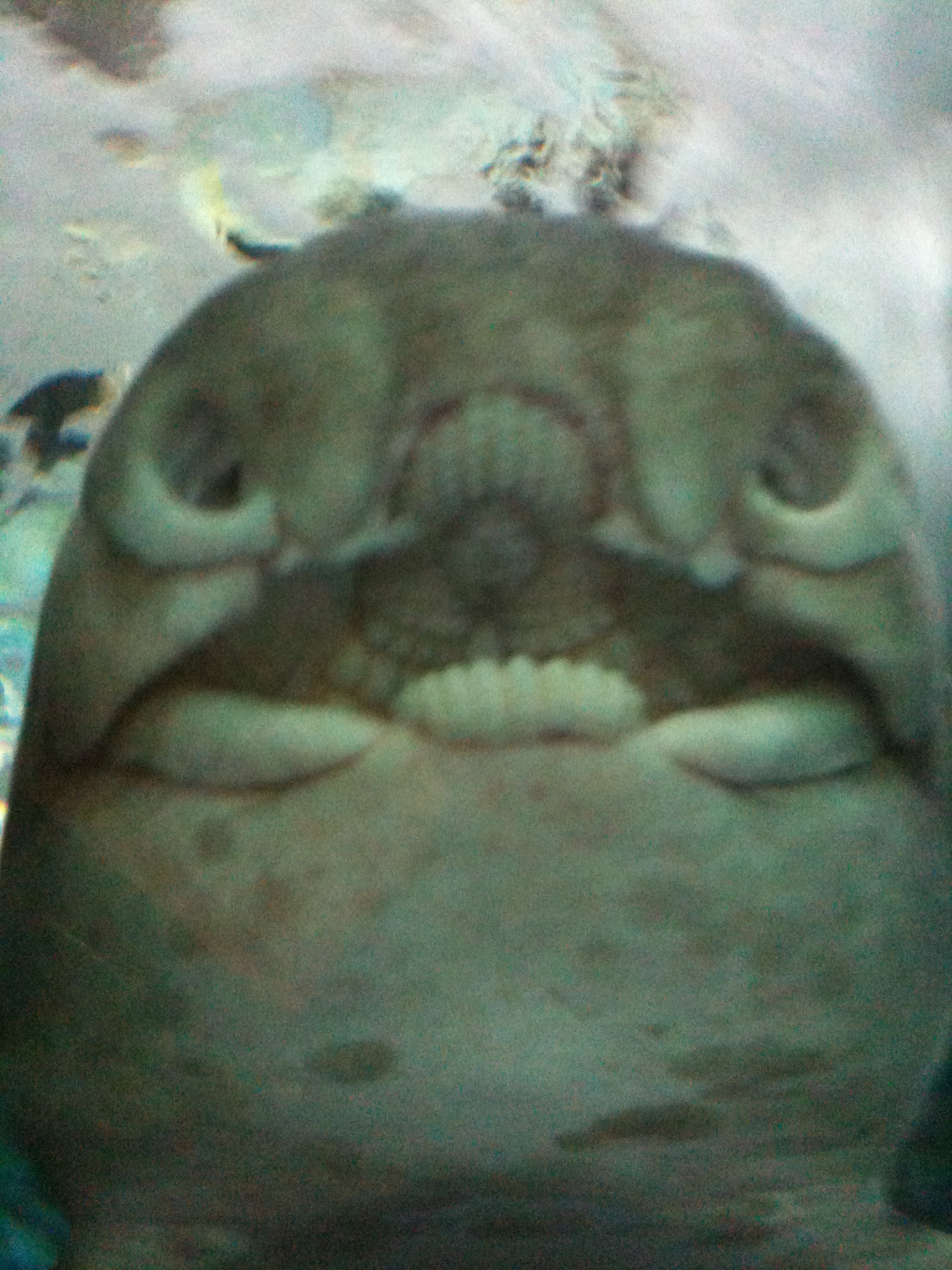
Närbild på munnen hos en Port Jacksonhaj med de karakteristiska tänderna. Det som ser ut som ögon ovanför munnen är näsöppningarna.

Tjurhuvudhajarna är relativt små (40 till 165 cm) och kraftigt byggda med trubbiga huvuden. De har två ryggfenor, vardera med en ryggpigg, och en analfena. Ovanför varje öga har den en hornliknande kam.
Munnen är liten och placerad längst fram i nosen. De har två typer av tänder, de främre i käken för att greppa med och de bakre för att krossa exempelvis hårda skal. Heterodontus betyder just "olika tänder".

## Beteende
Habitatet inkluderar klipprev, kelpskogar och sandbottnar. De är nattaktiva, vanligen bentiska, bottenlevande, och förekommer främst på grunda vatten där de jagar ryggradslösa djur som sjögurkor, krabbor, räkor, snäckor, ostron och i mindre utsträckning småfisk.
De är ovipara (det vill säga äggläggande) och lägger spiralformade äggkapslar som ofta fästs i skrevor på havsbotten. Äggen kläcks efter minst fem månader. De nykläckta ungarna är stora, minst 14 cm.

## Arter
- Släktet Heterodontus (Blainville, 1816)
  - Hornhaj H. francisci
  - Knölkamhaj H. galaetus
  - Japansk tjurhuvudhaj H. japonicus
  - Mexikansk hornhaj H. mexicanus
  - H. omanensis
  - Port Jacksonhaj H. portusjacksoni
  - Galapagostjurhuvudhaj H. quoyi
  - Vitfläckig tjurhuvudhaj H. ramalheira
  - Zebratjurhuvudhaj H. zebra